# M-311
La M-311 es una carretera de la Red Secundaria de la Comunidad de Madrid (España). Con una longitud de 28,965 km, une San Martín de la Vega con Belmonte de Tajo.

## Trayecto
Esta carretera recorre los municipios de San Martín de la Vega, Arganda del Rey, Morata de Tajuña, Chinchón, Colmenar de Oreja y Belmonte de Tajo.

## Tráfico
Las cifras de intensidad media diaria (vehículos diarios) que se han registrado en 2023 se detallan en la tabla adjunta:
| KM     | Intensidad media diaria | % Vehículos pesados | Ubicación del P.K. de medición             |
| ------ | ----------------------- | ------------------- | ------------------------------------------ |
| 0,140  | 5455                    | 13,80               | Entre las intersecciones con M-506 y M-302 |
| 12,360 | 2140                    | 9,16                | Entre la intersección con M-302 y Chinchón |
| 23,450 | 2797                    | 10,30               | Entre Chinchón y Colmenar de Oreja         |
| 28,600 | 1646                    | 10,21               | Entre Colmenar de Oreja y Belmonte de Tajo |